# Chițcanii Vechi
Chițcanii Vechi è un comune della Moldavia situato nel distretto di Telenești di 2.748 abitanti al censimento del 2004.

## Località
Il comune è formato dall'insieme delle seguenti località (popolazione 2004):
- Chițcanii Vechi (2.398 abitanti)
- Chițcanii Noi (350 abitanti)